# DS Penske
A DS Penske (anteriormente denominada Luczo Dragon Racing, De Ferran Dragon Racing, Dragon Racing, Faraday Future Dragon Racing, GEOX Dragon e Dragon / Penske Autosport) é uma equipe estadunidense de corridas automobilísticas que compete atualmente pela Fórmula E. A equipe, entre 2007 e 2013, disputou corridas na IndyCar Series. Ela é propriedade de Jay Penske (filho de Roger Penske).

## História

### IndyCar

#### Luczo Dragon Racing

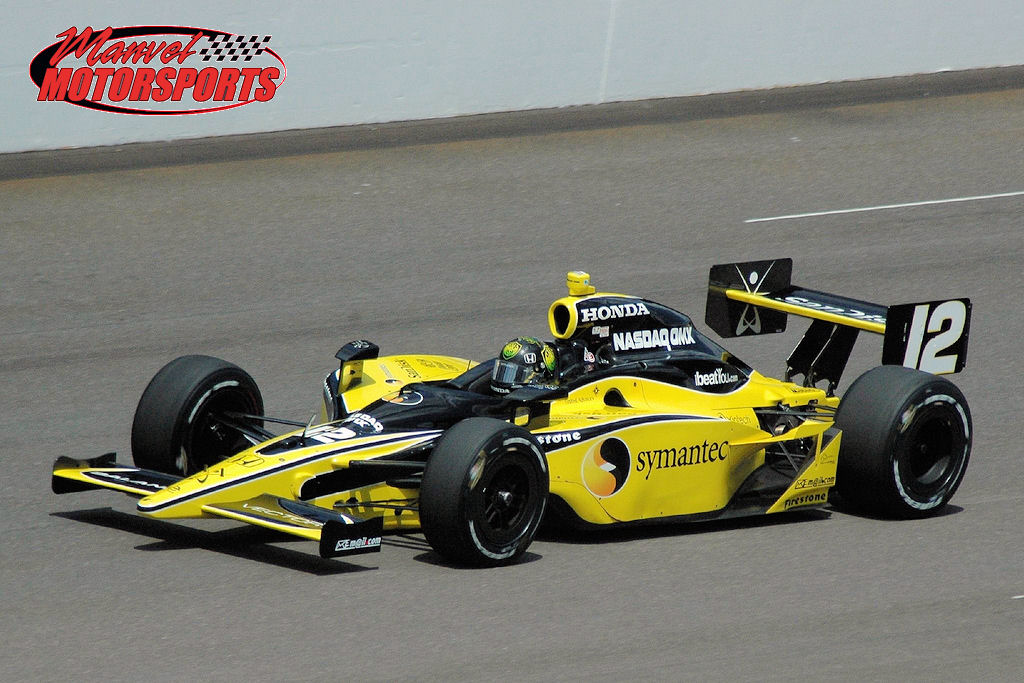
Tomas Scheckter guia o carro da Dragon (então Luczo Dragon) nos treinos da Indy 500 de 2008.

A equipe foi fundada em 2007 como Luczo Dragon Racing, e fez sua estreia, com um único carro, nas 500 Milhas de Indianápolis de 2007, com o piloto australiano Ryan Briscoe. Jay Penske e Stephen J. Luczo eram coproprietários da equipe. Briscoe classificou em sétimo e terminou no quinto lugar na corrida. O carro foi notável por ser pintado em um esquema de cores "retrô" para se parecer com o carro vencedor das 500 Milhas de Indianápolis de Rick Mears, com o software Norton como patrocinador principal.
Em 2008, a equipe participou de seis provas da IndyCar Series, incluindo as 500 Milhas de Indianápolis, com o veterano piloto sul-africano Tomas Scheckter. Desta vez sem suporte ou carros da Penske Racing. Enquanto se classificava bem, qualificando em terceiro e liderando inúmeras voltas no Indy 500 antes de ser eliminado por problemas mecânicos.
A equipe se expandiu para uma participação em tempo integral em 2009, colocando o campeão da Indy Lights de 2008, o piloto brasileiro Raphael Matos. Matos e a equipe Dragon Racing ganharam o prêmio de novato do ano em 2009 e alcançaram vários top 10.

#### De Ferran Dragon Racing
Em 2010 a equipe fundiu-se com a De Ferran Motorsports, criando assim a De Ferran Dragon Racing, com o ex-piloto brasileiro Gil de Ferran tornando-se novo coproprietário e presidente da equipe, dividindo o comando do time com os estadunidenses Stephen J. Luczo e Jay Penske. A equipe estreou com um quarto lugar de Raphael Matos na São Paulo Indy 300. O experiente norte-americano Davey Hamilton também disputou a temporada ao conduzir um segundo carro na Indy 500.
Em 2011, embora tivesse anunciado a contratação de Tony Kanaan, a equipe anunciou que não participaria da temporada e que estava encerrando suas operações por não conseguir patrocinadores para disputar o campeonato.
Porém, ainda em 2011, a equipe anunciou sua volta para disputar cinco corridas da IndyCar Series, agora com o nome Dragon Racing e com Penske como único proprietário.

#### Dragon Racing
Após Jay Penske renomear a equipe para Dragon Racing, em abril de 2011, anunciou conjuntamente que Paul Tracy havia assinado um acordo de cinco corridas para competir pelo time. Além disso, a equipe entrou com dois carros nas 500 Milhas de Indianápolis, um para o piloto chinês Ho-Pin Tung e o outro para o estadunidense Scott Speed (ex-piloto de Fórmula 1). Porém, ambos acabaram sofrendo acidentes, e enquanto Tung não teve condições de participar do Bump Day, Speed ameaçou abandonar o circuito de Indianápolis, mas recuou, porém foi substituído por outro veterano, o canadense Patrick Carpentier (ex-CART e com passagem pela Indy em 2005), que também não foi bem-sucedido após bater o carro #20, encerrando as chances da Dragon de obter vaga na tradicional prova.
Para 2012, a Dragon contratou Sébastien Bourdais (tetracampeão da Champ Car) e Katherine Legge para formarem a dupla de pilotos. Guiando um conjunto Dallara-Lotus, eles tiveram problemas de velocidade nas cinco primeiras corridas do campeonato. Inconformada, a Dragon solicitou a troca de fornecedora de motores, passando a usar os propulsores da Chevrolet a partir do Grande Prêmio de Detroit. Ainda foi firmado um acordo para que houvesse uma alternação entre os pilotos em circuitos mistos e de rua e em ovais: enquanto Bourdais (vigésimo-quinto lugar na temporada, com 173 pontos) guiaria o carro nos mistos e nos circuitos de rua, Katherine Legge (vigésima-sexta colocada, com 137) pilotaria nos ovais.
Em 12 de fevereiro de 2013, foi anunciado que o colombiano Sebastián Saavedra se unisse ao time para a temporada de 2013 no carro número 6, enquanto Bourdais retornaria no de nº 7.

### Fórmula E

#### Dragon Racing

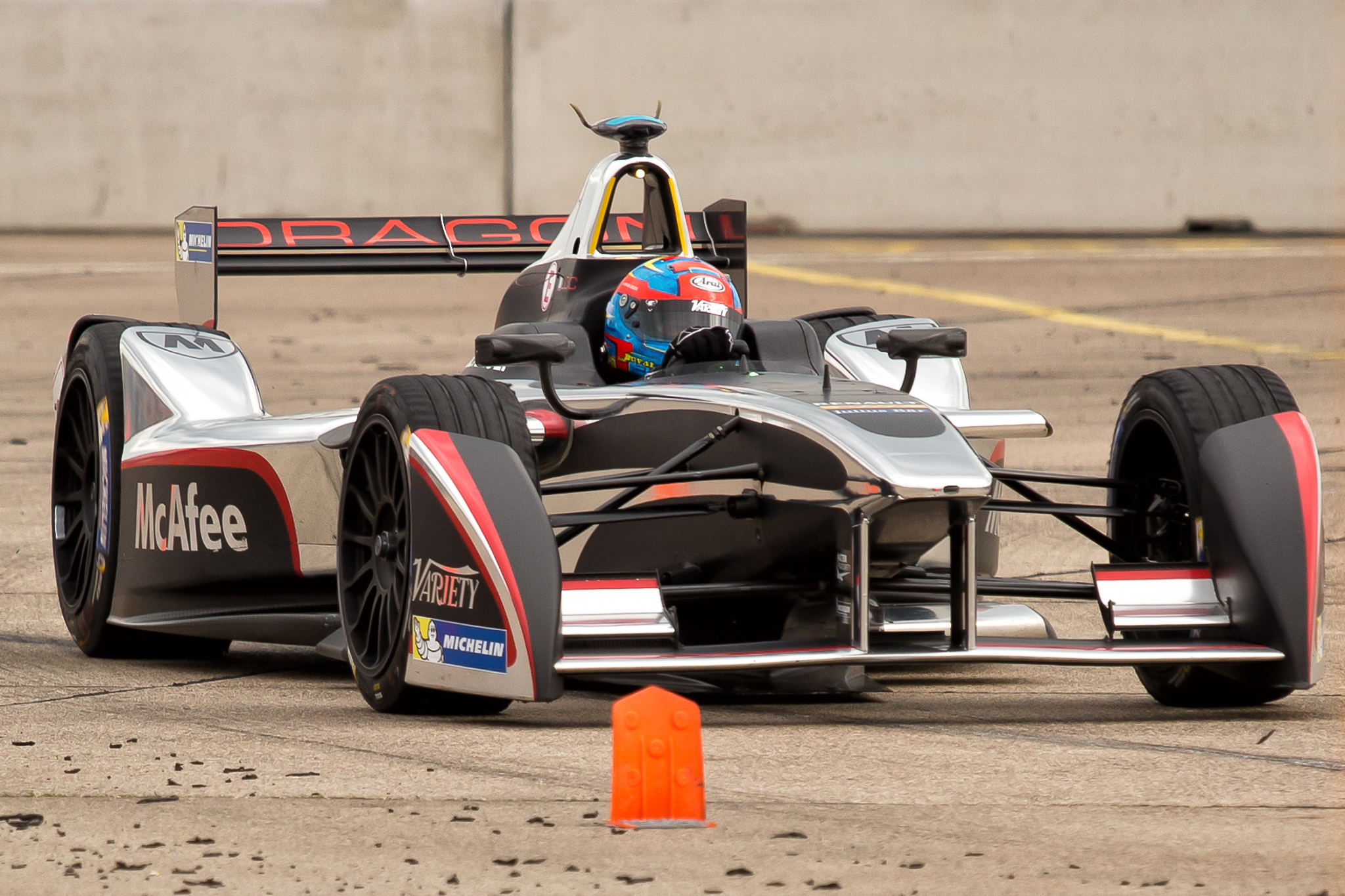
Loïc Duval pilotando o SRT01-e no ePrix de Berlim de 2015.

Em 25 de setembro de 2013, foi anunciado que a Dragon Racing ingressaria na temporada inaugural da Fórmula E com Jay Penske liderando a equipe. A Dragon se tornou a quarta equipe a entrar na Fórmula E e a segunda equipe estadunidense a ingressar na categoria, pois a Andretti já havia anunciado sua entrada anteriormente. Em julho de 2014, a Dragon anunciou Mike Conway como seu primeiro piloto. Posteriormente naquele mês, Jérôme d'Ambrosio foi anunciado como o segundo piloto. Mas, na verdade, Conway não faria sua estreia porque seu lugar foi ocupado por Oriol Servià, que também foi contratado em março de 2014. Servià competiu apenas nas primeiras quatro corridas, apesar de terminar com pontos em todas elas, ele se retirou da disputa para assumir um cargo executivo dentro da equipe. Servià foi substituído pelo piloto francês Loïc Duval, que correu pelo resto da temporada, começando no ePrix de Miami de 2015. Os dois pilotos permaneceram com a equipe para o restante da temporada, bem como nas duas edições seguintes.
Depois de uma segunda metade de temporada de muito sucesso, a Dragon Racing terminou em segundo lugar no Campeonato de Equipes com 171 pontos, ficando atrás somente da Team e.dams Renault.
A partir da temporada de 2015–16, as equipes receberam a permissão para desenvolver seus próprios trens de força, mas a Dragon decidiu não construir seus propulsores para a temporada de 2015-16 e, em vez disso, fez um acordo com a Venturi para ela fornecer seus trens de força VM200-FE-01 para a equipe estadunidense. Após uma ligeira queda no desempenho, a Dragon terminou em quarto lugar no Campeonato de Equipes, marcando 143 pontos.

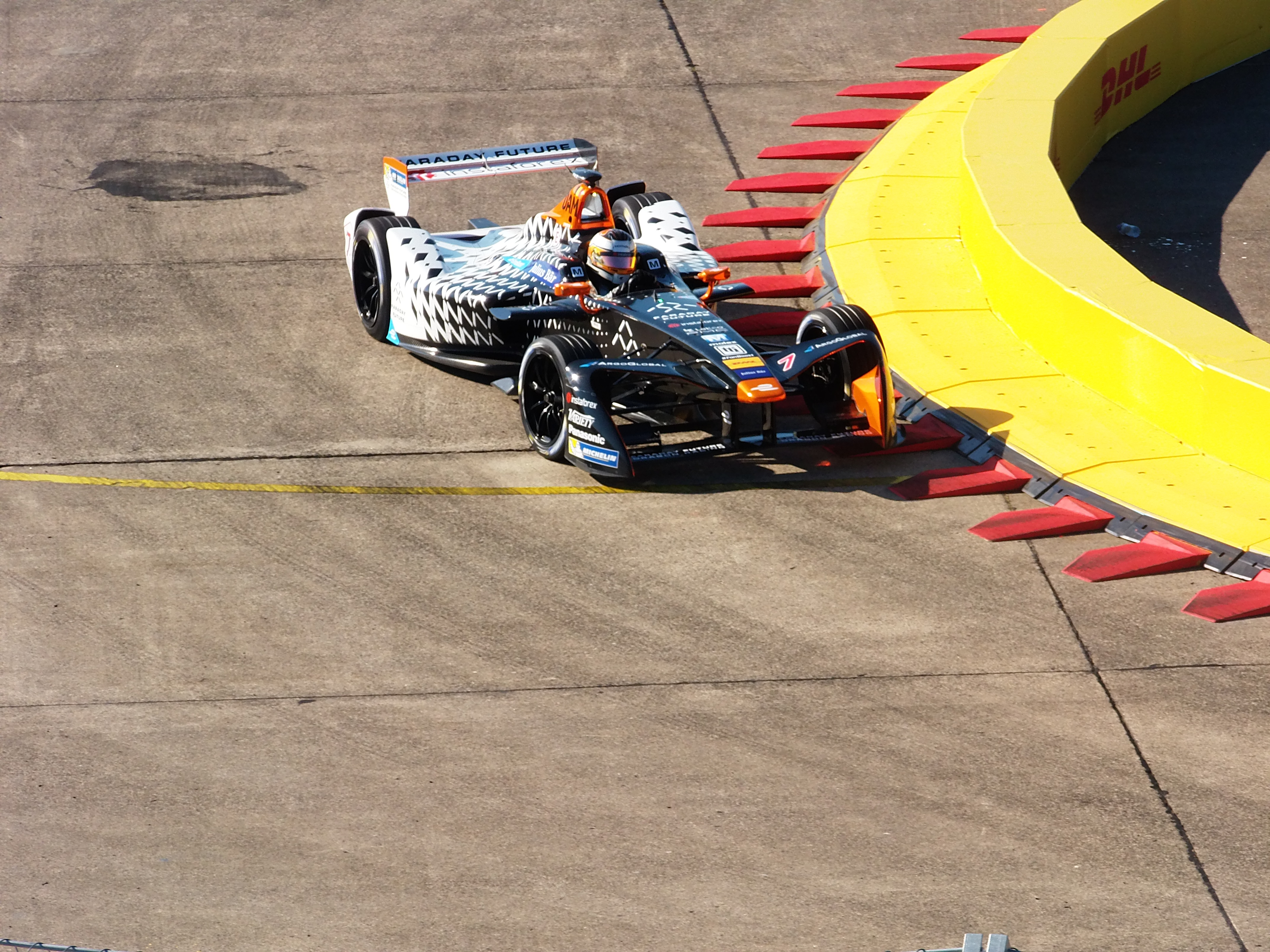
Jérôme d'Ambrosio no ePrix de Berlim de 2017.

Antes do início da temporada de 2016–17, a Dragon assinou um acordo com a Faraday Future, que se tornou o patrocinador titular da equipe e também parceiro técnico, com isso a equipe passou a se chamar Faraday Future Dragon Racing. Esta parceria seria encerrada no final de 2017. A Dragon encerrou sua parceria com a Venturi e tornou-se equipe de fábrica, com seus trens de força sendo fornecidos pela Penske. Mike Conway, o suposto primeiro piloto da equipe na temporada de 2014–15, substituiu Duval no ePrix de Paris de 2016. Como equipe de fábrica, a Dragon caiu para o oitavo lugar no Campeonato de Equipes, marcando apenas 33 pontos sem conquistar nenhum pódio.
Na temporada de 2017–18, Duval deixou a equipe e foi substituído por Neel Jani. Entretanto, Jani faria apenas uma única aparição na corrida inicial do evento duplo do ePrix de Hong Kong de 2017, com José María López substituindo Jani pelo restante da temporada. A equipe executou duas pinturas diferentes simultaneamente. para cada um de seus piloto. D'Ambrosio ganhou um carro vermelho metálico enquanto Jani/López pilotou um carro branco. Mas, apesar de ter somado 41 pontos, mais que no ano anterior, a Dragon caiu para a nona posição na classificação do Campeonato de Equipes.

#### GEOX Dragon

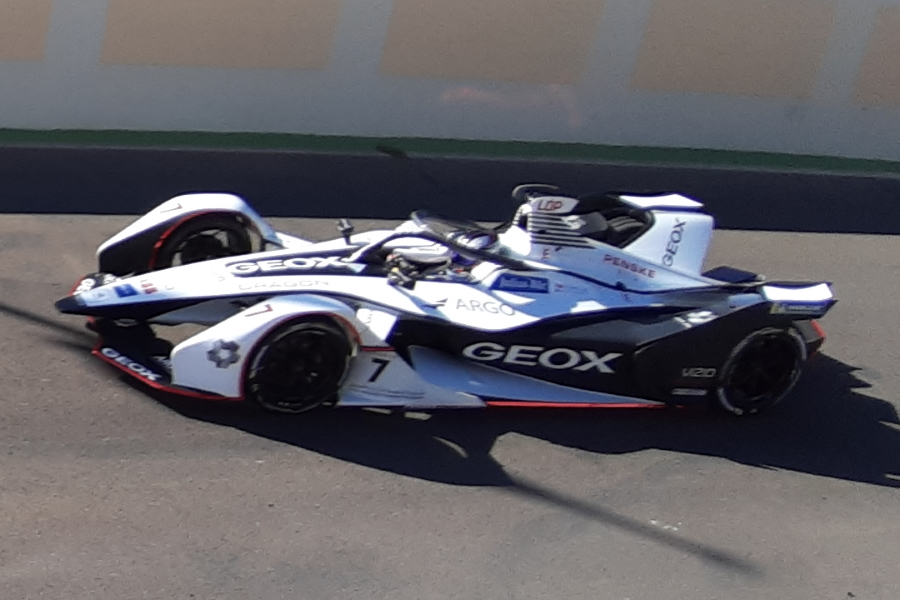
José María López com o Penske EV-3 no ePrix de Marraquexe de 2019.

Para a temporada de 2018–19, a equipe foi renomeada para GEOX Dragon, refletindo o novo acordo de patrocínio com a Geox. D'Ambrosio deixou a equipe para ingressar na Mahindra Racing, o que levou a Dragon a promover seu piloto reserva Maximilian Günther para o assento vago. Antes do ePrix da Cidade do México de 2019, Günther foi substituído por Felipe Nasr. Günther voltou ao assento no ePrix de Roma, pois Nasr tinha outros compromissos. No entanto, Nasr nunca mais retornaria para a Dragon.
A Dragon voltou a piorar sua posição na tabela de classificação ao somar apenas 23 pontos, o que foi suficiente para o décimo lugar no Campeonato de Equipes.
Na temporada de 2019–20, além de equipe de fábrica, a Dragon também se tornou a nova fornecedora da NIO 333 FE Team. Com a equipe chinesa comprando os trens de força Penske EV-3 usados na temporada de 2018–19 e os rebatizando para NIO 333. Nesta temporada, a GEOX Dragon introduziu uma nova formação de pilotos composta por Brendon Hartley e Nico Müller. Em março de 2020, a equipe se comprometeu com seu status de fabricante por mais duas temporadas. Hartley deixou o time em julho e foi substituído por Sérgio Sette Câmara.
A Dragon caiu para o décimo primeiro lugar no Campeonato de Equipes, marcando apenas dois pontos com o P9 de Hartley na segunda corrida do ePrix de Daria de 2019.

#### Dragon / Penske Autosport

Logotipo da Dragon / Penske Autosport

A equipe alterou seu nome para Dragon / Penske Autosport na temporada de 2020–21 e, em novembro de 2020, Sette Câmara foi confirmado como piloto em tempo integral. No mês seguinte, Müller foi confirmado como seu parceiro. A equipe começou a temporada com o trem de força Penske EV-4 da temporada anterior, apenas mudando para o Penske EV-5 no ePrix de Mônaco de 2021. Em fevereiro de 2021, a Dragon anunciou uma parceria técnica com a gigante tecnológica alemã Bosch, que ajudaria a desenvolver os trens de força da equipe para a era Gen3 da Fórmula E.

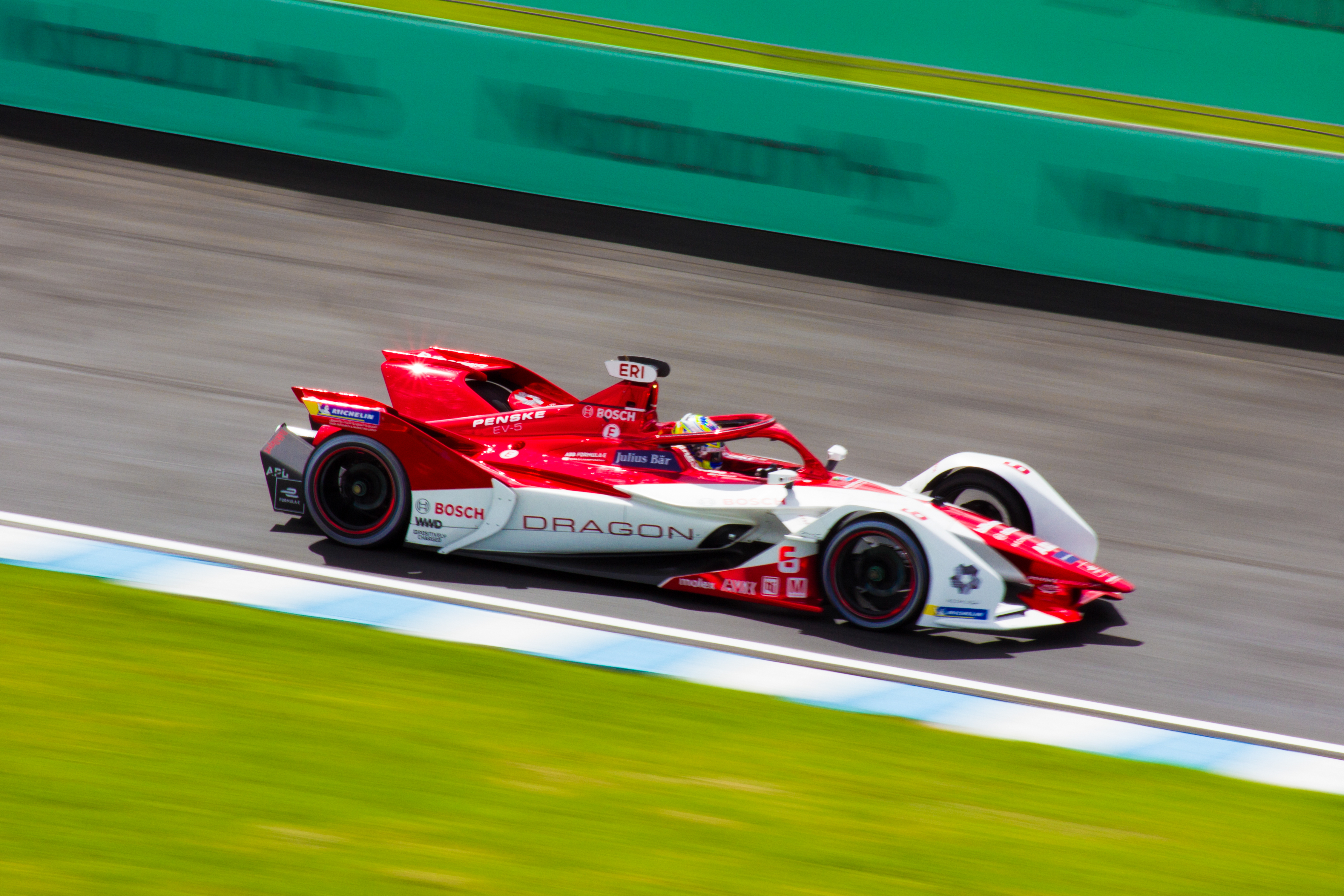
Joel Eriksson com o Penske EV-5 no ePrix de Puebla de 2021.

Na caótica primeira corrida do ePrix de Valência, Müller conquistou o primeiro pódio da era Gen2 da Dragon ao terminar em segundo lugar, depois que muitos carros tiveram que abandonar ou foram desclassificados por falta de energia. Para o ePrix de Puebla de 2021, Joel Eriksson substituiu Müller devido a um conflito de data com seus compromissos no DTM. Em 3 de julho de 2021, Müller anunciou em sua conta no Twitter que ele e Dragon decidiram se separar, mantendo efetivamente Eriksson em seu lugar pelo restante da temporada.
A Dragon / Penske renovou seu contrato com o piloto brasileiro Sette Câmara para a temporada de 2021–22. Com seu novo companheiro de equipe sendo Antonio Giovinazzi, que havia pilotado pela equipe Alfa Romeo Racing no Campeonato Mundial de Fórmula 1 no ano anterior.

#### DS Penske

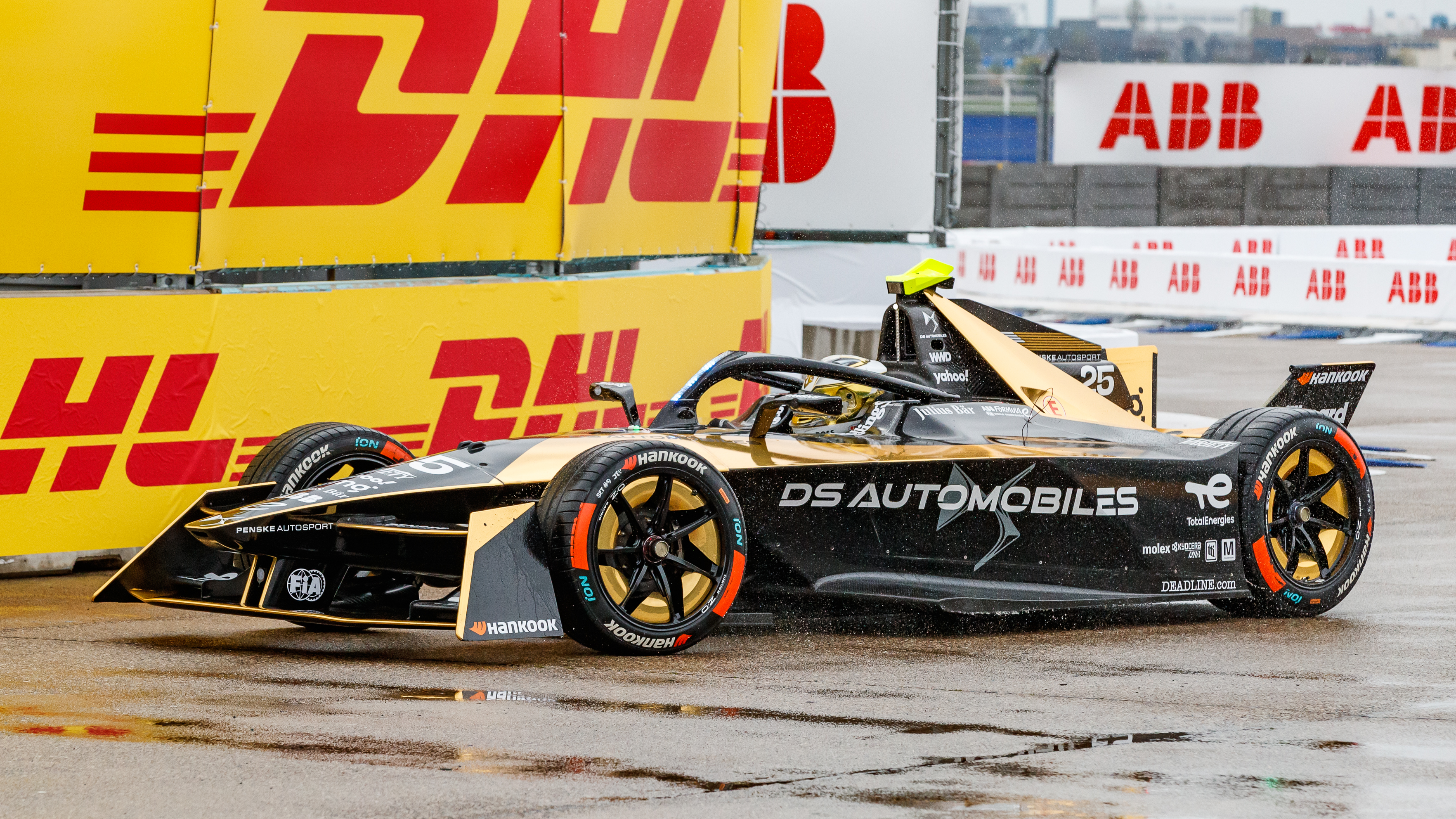
Jean-Eric Vergne com o DS E-Tense FE23 no ePrix de Berlim de 2023.

A equipe inicialmente fez planos para construir seu próprio trem de força como fabricante e espelhar sua estratégia da era Gen2 de usar parcerias técnicas, com o plano da equipe para o Gen3 sendo moldado em torno da Bosch, com uma colaboração anunciada sendo comunicada no início de 2021, além de uma parceria com a empresa alemã afiliada à Schaeffler, a Compact Dynamics. Com a intenção de que um trem de força entrasse em operação para a temporada de 2022–23. Porém, a Dragon / Penske, que desde a temporada de 2016–17 utilizava trens de força fornecidos exclusivamente pela Penske, decidiu se tornar uma equipe cliente a partir da temporada de 2022–23. Quando passou a usar propulsores fornecidos pela DS Automobiles, após assinar um contrato com a DS para uma parceria de longo prazo para o período da era Gen3, Com a equipe sendo rebatizada para DS Penske e passando a competir com uma licença francesa nessa temporada.
Para a disputa da temporada de 2022–23, a equipe levou para a pista o DS E-Tense FE23 e contratou o campeão da temporada anterior, Stoffel Vandoorne, juntamente com o bicampeão de Fórmula E, Jean-Éric Vergne. Ambos os pilotos foram mantidos para 2023–24. Com a equipe voltando a competir sob licença estadunidense.

## Pilotos
| Temporadas    | Piloto              | Corridas |
| ------------- | ------------------- | -------- |
| 2007          | Ryan Briscoe        | 1        |
| 2008          | Tomas Scheckter     | 6        |
| 2009-2010     | Raphael Matos       | 34       |
| 2010          | Davey Hamilton      | 2        |
| 2011          | Paul Tracy          | 8        |
| 2011          | Ho-Pin Tung         | 8        |
| 2011          | Scott Speed1        | 1        |
| 2011          | Patrick Carpentier1 | 1        |
| 2012          | Katherine Legge     | 6        |
| 2012-2013     | Sébastien Bourdais  | 7        |
| 2013          | Sebastián Saavedra  | 7        |
| 2014–2015     | Oriol Servià        | 4        |
| 2014–2018     | Jérôme d'Ambrosio   | 45       |
| 2015–2017     | Loïc Duval          | 28       |
| 2017          | Mike Conway         | 1        |
| 2017          | Neel Jani           | 2        |
| 2018–2019     | José María López    | 23       |
| 2018–2019     | Maximilian Günther  | 10       |
| 2019          | Felipe Nasr         | 3        |
| 2019–2020     | Brendon Hartley     | 5        |
| 2019–2021     | Nico Müller         | 17       |
| 2019–2022     | Sérgio Sette Câmara | 37       |
| 2021          | Joel Eriksson       | 8        |
| 2021-2022     | Antonio Giovinazzi  | 15       |
| 2022          | Sacha Fenestraz     | 1        |
| 2023-presente | Stoffel Vandoorne   | 3        |
| 2023-presente | Jean-Éric Vergne    | 3        |

1Pilotos que participaram apenas das 500 Milhas de Indianápolis.

## Resultados

### Fórmula E
(legenda) (resultados em negrito indicam pole position; resultados em itálico indicam volta mais rápida)
| Ano     | Nome                         | Chassi        | Trem de força       | Pneu | N.° | Piloto              | 1   | 2   | 3   | 4   | 5   | 6   | 7   | 8   | 9   | 10  | 11  | 12  | 13  | 14  | 15  | 16  | 17 | Pontos | Class. |
| ------- | ---------------------------- | ------------- | ------------------- | ---- | --- | ------------------- | --- | --- | --- | --- | --- | --- | --- | --- | --- | --- | --- | --- | --- | --- | --- | --- | -- | ------ | ------ |
| 2014–15 | Dragon Racing Formula E Team | Spark SRT01-e | SRT01-e             | M    |     |                     | PEQ | PUT | PDE | BUE | MIA | LBH | MON | BER | MOS | LON | LON |     |     |     |     |     |    | 171    | 2°     |
| 2014–15 | Dragon Racing Formula E Team | Spark SRT01-e | SRT01-e             | M    | 6   | Oriol Servià        | 7   | 7   | 9   | 9   |     |     |     |     |     |     |     |     |     |     |     |     |    | 171    | 2°     |
| 2014–15 | Dragon Racing Formula E Team | Spark SRT01-e | SRT01-e             | M    | 6   | Loïc Duval          |     |     |     |     | 7   | 9   | Ret | 3   | 15  | 8   | 3   |     |     |     |     |     |    | 171    | 2°     |
| 2014–15 | Dragon Racing Formula E Team | Spark SRT01-e | SRT01-e             | M    | 7   | Jérôme d'Ambrosio   | 6   | 5   | 8   | 14  | 4   | 6   | 5   | 1   | 11  | 2   | 2   |     |     |     |     |     |    | 171    | 2°     |
| 2015–16 | Dragon Racing                | Spark SRT01-e | Venturi VM200-FE-01 | M    |     |                     | PEQ | PUT | PDE | BNA | MEX | LBH | PAR | BER | LON | LON |     |     |     |     |     |     |    | 143    | 4°     |
| 2015–16 | Dragon Racing                | Spark SRT01-e | Venturi VM200-FE-01 | M    | 6   | Loïc Duval          | 4   | 16† | 4   | 6   | 4   | 8   | Ret | Ret | Ret | 4   |     |     |     |     |     |     |    | 143    | 4°     |
| 2015–16 | Dragon Racing                | Spark SRT01-e | Venturi VM200-FE-01 | M    | 7   | Jérôme d'Ambrosio   | 5   | 14† | 3   | 16  | 1   | 7   | 11  | 16  | 9   | 3   |     |     |     |     |     |     |    | 143    | 4°     |
| 2016–17 | Faraday Future Dragon Racing | Spark SRT01-e | Penske 701-EV       | M    |     |                     | HKG | MAR | BNA | MEX | MON | PAR | BER | BER | NIQ | NIQ | MTR | MTR |     |     |     |     |    | 33     | 8°     |
| 2016–17 | Faraday Future Dragon Racing | Spark SRT01-e | Penske 701-EV       | M    | 6   | Loïc Duval          | 14  | 18  | 6   | Ret | Ret |     | 15  | Ret | 5   | 13  | Ret | 19  |     |     |     |     |    | 33     | 8°     |
| 2016–17 | Faraday Future Dragon Racing | Spark SRT01-e | Penske 701-EV       | M    | 6   | Mike Conway         |     |     |     |     |     | 14  |     |     |     |     |     |     |     |     |     |     |    | 33     | 8°     |
| 2016–17 | Faraday Future Dragon Racing | Spark SRT01-e | Penske 701-EV       | M    | 7   | Jérôme d'Ambrosio   | 7   | 13  | 8   | 14  | Ret | NC  | 13  | 13  | Ret | 10  | 11  | 9   |     |     |     |     |    | 33     | 8°     |
| 2017–18 | Dragon Racing                | Spark SRT01-e | Penske EV-2         | M    |     |                     | HKG | HKG | MAR | SAN | MEX | PDE | ROM | PAR | BER | ZUR | NIQ | NIQ |     |     |     |     |    | 41     | 9°     |
| 2017–18 | Dragon Racing                | Spark SRT01-e | Penske EV-2         | M    | 6   | Neel Jani           | 18  | 18  |     |     |     |     |     |     |     |     |     |     |     |     |     |     |    | 41     | 9°     |
| 2017–18 | Dragon Racing                | Spark SRT01-e | Penske EV-2         | M    | 6   | José María López    |     |     | 6   | Ret | 12  | 8   | 17† | 10  | 18  | 12  | Ret | Ret |     |     |     |     |    | 41     | 9°     |
| 2017–18 | Dragon Racing                | Spark SRT01-e | Penske EV-2         | M    | 7   | Jérôme d'Ambrosio   | NC  | 15  | 15  | 8   | 11  | 9   | 7   | 12  | 19  | 3   | 13  | Ret |     |     |     |     |    | 41     | 9°     |
| 2018–19 | GEOX Dragon                  | Spark SRT05e  | Penske EV-3         | M    |     |                     | DAR | MAR | SAN | MEX | HKG | SNY | ROM | PAR | MON | BER | SUI | NIQ | NIQ |     |     |     |    | 23     | 10°    |
| 2018–19 | GEOX Dragon                  | Spark SRT05e  | Penske EV-3         | M    | 6   | Maximilian Günther  | 16  | 12  | Ret |     |     |     | 19† | 5   | Ret | 14  | 5   | Ret | 19† |     |     |     |    | 23     | 10°    |
| 2018–19 | GEOX Dragon                  | Spark SRT05e  | Penske EV-3         | M    | 6   | Felipe Nasr         |     |     |     | 19  | Ret | Ret |     |     |     |     |     |     |     |     |     |     |    | 23     | 10°    |
| 2018–19 | GEOX Dragon                  | Spark SRT05e  | Penske EV-3         | M    | 7   | José María López    | Ret | 11  | 9   | 17  | 11  | Ret | 16  | 13  | 10  | 20  | DSQ | 12  | Ret |     |     |     |    | 23     | 10°    |
| 2019–20 | GEOX Dragon                  | Spark SRT05e  | Penske EV-4         | M    |     |                     | DAR | DAR | SAN | MEX | MAR | BER | BER | BER | BER | BER | BER |     |     |     |     |     |    | 2      | 11°    |
| 2019–20 | GEOX Dragon                  | Spark SRT05e  | Penske EV-4         | M    | 6   | Brendon Hartley     | 19  | 9   | Ret | 12  | 19  |     |     |     |     |     |     |     |     |     |     |     |    | 2      | 11°    |
| 2019–20 | GEOX Dragon                  | Spark SRT05e  | Penske EV-4         | M    | 6   | Sérgio Sette Câmara |     |     |     |     |     | DSQ | 17  | Ret | 21  | 15  | 19  |     |     |     |     |     |    | 2      | 11°    |
| 2019–20 | GEOX Dragon                  | Spark SRT05e  | Penske EV-4         | M    | 7   | Nico Müller         | NL  | Ret | 12  | Ret | 20  | Ret | 14  | 12  | 20  | 17  | 22  |     |     |     |     |     |    | 2      | 11°    |
| 2020–21 | Dragon / Penske Autosport    | Spark SRT05e  | Penske EV-5         | M    |     |                     | DAR | DAR | ROM | ROM | VAL | VAL | MON | PUE | PUE | NIO | NIO | LON | LON | BER | BER |     |    | 47     | 11°    |
| 2020–21 | Dragon / Penske Autosport    | Spark SRT05e  | Penske EV-5         | M    | 6   | Nico Müller         | 21  | 5   | 13  | 9   | 2   | 20  | 18  |     |     |     |     |     |     |     |     |     |    | 47     | 11°    |
| 2020–21 | Dragon / Penske Autosport    | Spark SRT05e  | Penske EV-5         | M    | 6   | Joel Eriksson       |     |     |     |     |     |     |     | 17  | 15  | 17  | 22  | 16  | 10  | 16  | 16  |     |    | 47     | 11°    |
| 2020–21 | Dragon / Penske Autosport    | Spark SRT05e  | Penske EV-5         | M    | 7   | Sérgio Sette Câmara | 20  | 4   | 16  | 12  | Ret | 21  | 15  | 15  | 16  | 18  | 11  | 17  | 8   | 18  | 18  |     |    | 47     | 11°    |
| 2021–22 | Dragon / Penske Autosport    | Spark SRT05e  | Penske EV-5         | M    |     |                     | DAR | DAR | MEX | ROM | ROM | MON | BER | BER | JAC | MAR | NIO | NIO | LON | LON | SEU | SEU |    | 2      | 11°    |
| 2021–22 | Dragon / Penske Autosport    | Spark SRT05e  | Penske EV-5         | M    | 7   | Sérgio Sette Câmara | 15  | 17  | 20  | 15  | 12  | 13  | 17  | 19  | 19  | 20  | DNS | 17  | NC  | 9   | 12  | 13  |    | 2      | 11°    |
| 2021–22 | Dragon / Penske Autosport    | Spark SRT05e  | Penske EV-5         | M    | 99  | Antonio Giovinazzi  | 20  | 20  | Ret | 19  | Ret | 16  | 20  | 22  | Ret | 19  | Ret | Ret | Ret | Ret | Ret | WD  |    | 2      | 11°    |
| 2021–22 | Dragon / Penske Autosport    | Spark SRT05e  | Penske EV-5         | M    | 99  | Sacha Fenestraz     |     |     |     |     |     |     |     |     |     |     |     |     |     |     |     | 16  |    | 2      | 11°    |
| 2022–23 | DS Penske                    | Spark Gen3    | DS E-Tense FE23     | H    |     |                     | MEX | DAR | DAR | HAI | CCB | SPL | BER | BER | MON | JAC | JAC | PRT | ROM | ROM | LON | LON |    | 163    | 5º     |
| 2022–23 | DS Penske                    | Spark Gen3    | DS E-Tense FE23     | H    | 1   | Stoffel Vandoorne   | 10  | 11  | 20  | 8   | 7   | 6   | Ret | 8   | 9   | 4   | 9   | 12  | 11  | 8   | 11  | 5   |    | 163    | 5º     |
| 2022–23 | DS Penske                    | Spark Gen3    | DS E-Tense FE23     | H    | 25  | Jean-Éric Vergne    | 12  | 7   | 16  | 1   | 2   | 5   | 7   | 3   | 7   | 5   | 16  | 11  | 5   | 15  | Ret | 22  |    | 163    | 5º     |
| 2023–24 | DS Penske                    | Spark Gen3    | DS E-Tense FE23     | H    |     |                     | MEX | DAR | DAR | SPL | TOQ | MIS | MIS | MON | BER | BER | XAN | XAN | PRT | PRT | LON | LON |    | 200    | 3º     |
| 2023–24 | DS Penske                    | Spark Gen3    | DS E-Tense FE23     | H    | 2   | Stoffel Vandoorne   | 8   | 14  | 5   | 8   | 16  | 8   | Ret | 3   | 7   | 20  | 9   | 6   | 9   | 11  | 9   | 8   |    | 200    | 3º     |
| 2023–24 | DS Penske                    | Spark Gen3    | DS E-Tense FE23     | H    | 25  | Jean-Éric Vergne    | 6   | 2   | 8   | 7   | 12  | 6   | 7   | 4   | 2   | 10  | 6   | 7   | 3   | 5   | 17  | 5   |    | 200    | 3º     |
| 2024–25 | DS Penske                    | Spark Gen3    | DS E-Tense FE25     | H    |     |                     | SPL | MEX | GID | GID | MIA | MON | MON | TOQ | TOQ | XAN | XAN | JAC | BER | BER | LON | LON |    | 0*     | º*     |
| 2024–25 | DS Penske                    | Spark Gen3    | DS E-Tense FE25     | H    | 7   | Maximilian Günther  |     |     |     |     |     |     |     |     |     |     |     |     |     |     |     |     |    | 0*     | º*     |
| 2024–25 | DS Penske                    | Spark Gen3    | DS E-Tense FE25     | H    | 25  | Jean-Éric Vergne    |     |     |     |     |     |     |     |     |     |     |     |     |     |     |     |     |    | 0*     | º*     |

Notas
* Temporada ainda em andamento.
† – Não completaram a prova, mas foram classificados pois concluíram 90% da prova.
G – Volta mais rápida na fase de grupos da classificação.

### Outras equipes fornecidas pela Penske
| Ano     | Equipe          | Chassi       | Trem de força | Pneu | N.° | Pilotos       | Ponto | Pos. | Fonte  |
| ------- | --------------- | ------------ | ------------- | ---- | --- | ------------- | ----- | ---- | ------ |
| 2019–20 | NIO 333 FE Team | Spark SRT05e | NIO FE-005    | M    | 3   | Oliver Turvey | 0     | 12°  | [ 36 ] |
| 2019–20 | NIO 333 FE Team | Spark SRT05e | NIO FE-005    | M    | 33  | Ma Qing Hua   | 0     | 12°  | [ 36 ] |
| 2019–20 | NIO 333 FE Team | Spark SRT05e | NIO FE-005    | M    | 33  | Daniel Abt    | 0     | 12°  | [ 36 ] |